# Canton d'Issigeac
Le canton d'Issigeac est une ancienne division administrative française située dans le département de la Dordogne, en région Aquitaine.

## Historique
- Le canton d'Issigeac est l'un des cantons de la Dordogne créés en 1790, en même temps que les autres cantons français. Il a d'abord été rattaché au district de Bergerac avant de faire partie de l'arrondissement de Bergerac[1].

- De 1833 à 1848, les cantons de Beaumont et d'Issigeac avaient le même conseiller général. Le nombre de conseillers généraux était limité à 30 par département[2].

### Redécoupage cantonal de 2014-2015
Par décret du 21 février 2014, le nombre de cantons du département est divisé par deux, avec mise en application aux élections départementales de mars 2015. Le canton d'Issigeac est supprimé à cette occasion. Ses dix-huit communes sont alors rattachées au canton du Sud-Bergeracois dont le bureau centralisateur est fixé à Eymet.

## Géographie
Ce canton était organisé autour d'Issigeac dans l'arrondissement de Bergerac. Son altitude variait de 47 m (Conne-de-Labarde) à 206 m (Boisse) pour une altitude moyenne de 126 m.

## Représentation

### Conseillers généraux de 1833 à 2015
Avant 1833, les conseillers généraux étaient désignés, et ne représentaient pas un canton déterminé.
| Période                                  | Période          | Identité                        | Étiquette                | Qualité |
| ---------------------------------------- | ---------------- | ------------------------------- | ------------------------ | --- |
| 1833                                     | 1845             | Simon Laborie                   |                          | Procureur du Roi à Bergerac Propriétaire à Issigeac                                                                     |
| 1845                                     | 1848             | Pierre Goussal                  |                          | Maire de Beaumont |
| 1848                                     | 1871             | Jean-Baptiste Louis de Vergniol |                          | Juge au tribunal civil de Bergerac                                                                                      |
| 1871                                     | 1889             | Charles Philip de Laborie       | Droite                   | Propriétaire à Saint-Cernin-de-Labarde Ancien conseiller général du canton de Castillonnès (Lot-et-Garonne) (1861-1870) |
| 1889                                     | 1894 (décès)     | Jean Marius Charlet de Sauvage  | Républicain opportuniste | Juge de paix de Castillonnès (Lot-et-Garonne) Maire d'Issigeac (Le Béroy)                                               |
| 1894                                     | 1895             | Samuel Pozzi                    | Gauche républicaine      | Médecin |
| 1895                                     | 1901             | René Jean Martial Delpit        | Nationaliste             | Ancien officier de marine, Bouniagues                                                                                   |
| 1901                                     | 1911 (démission) | Samuel Pozzi                    | Gauche républicaine      | Médecin - Sénateur (1898-1903)                                                                                          |
| 1911                                     | 1936 (décès)     | Georges Faugère                 | Rad.                     | Médecin Député (1924-1930) Sénateur (1930-1936) Maire de Faux (1904-1918 et 1929-1936), conseiller d'arrondissement     |
| 1936                                     | 1940             | Gaston Coulange                 | Rad.                     | Maire d'Eyrenville, conseiller d'arrondissement                                                                         |
|                                          |                  |                                 |                          | |
| 1945                                     | 1972 (décès)     | Martial Bellugue                | SFIO                     | Menuisier à Faux |
| 1972                                     | 1976 (décès)     | Pierre Perrin                   | UDR puis RPR             | Médecin - Maire d'Issigeac, suppléant du député Jean Capelle (1968-1973)                                                |
| 1976                                     | 1982             | Jean-Pierre Vaubal              | PS                       | Professeur Maire de Faux (1977-1983) Suppléant du député Michel Manet (1978-1980)                                       |
| 1982                                     | 1994             | René Barou                      | RPR puis DVD             | Agriculteur Maire de Boisse (1977-1989)                                                                                 |
| 1994                                     | 2008             | Jean-Marie Bos                  | MDC puis PS              | Retraité des PTT Maire d'Issigeac (1989-2008)                                                                           |
| 2008                                     | 2015             | Jean-Claude Castagner           | PS                       | Directeur d'école en retraite Maire d'Issigeac (depuis 2008)                                                            |
| Les données manquantes sont à compléter. |                  |                                 |                          | |

### Conseillers d'arrondissement (de 1833 à 1940)
| Période                                  | Période      | Identité                            | Étiquette               | Qualité |
| ---------------------------------------- | ------------ | ----------------------------------- | ----------------------- | --- |
| Les données manquantes sont à compléter. |              |                                     |                         | |
| 1833                                     | 1848         | André Delphin de Vergniol           |                         | Propriétaire, maire de Saint-Cernin-et-Poujol                                                               |
|                                          |              |                                     |                         | |
| 1852                                     | 1870         | Jean Rémy Gaston Mathias du Repaire |                         | Propriétaire du château, maire de Faux                                                                      |
| 1871                                     | 1891 (décès) | Omer Coq                            | Droite                  | Propriétaire, maire de Conne-de-Labarde                                                                     |
| 1892                                     | 1898         | Franck Denuel                       | Républicain             | Négociant à Issigeac                                                                                        |
| 1898                                     | 1910         | Jean Coste                          | Républicain ministériel | Agriculteur, maire de Colombier                                                                             |
| 1910                                     | 1911         | Georges Faugère                     | Républicain             | Médecin, maire de Faux                                                                                      |
| 3 décembre 1911                          | 1919         | M. Delpérier                        | Républicain libéral     | |
| 1919                                     | 1922         | René Fraigneau                      | RG                      | Pharmacien, administrateur des hospices, maire d'Issigeac                                                   |
| 1922                                     | 1928         | M. Beyton                           | Radical                 | |
| 1928                                     | 1934         | M. Coste                            |                         | Propriétaire à Issigeac, maire de Colombier                                                                 |
| 1934                                     | 1936         | Gaston Coulange                     | Radical                 | Maire d'Eyrenville                                                                                          |
| 1936                                     | 1940         | M. Dijos                            |                         | Maire de Saint-Aubin-de-Lanquais                                                                            |
| 1940                                     |              |                                     |                         | Les conseils d'arrondissement ont été suspendus par la loi du 12 octobre 1940 et n'ont jamais été réactivés |

Sources : "Annuaires et calendriers 1789-1842 " sur le site des archives départementales de la Dordogne. https://archives.dordogne.fr/r/72/fonds-imprimes/annuaires-et-calendriers?arko_default_6076b1c79b335--ficheFocus=

## Composition
Le canton d'Issigeac regroupait dix-huit communes et comptait 4 306 habitants (population municipale) au 1er janvier 2011.
| Communes                | Population (2012) | Code postal | Code Insee |
| ----------------------- | ----------------- | ----------- | ---------- |
| Bardou                  | 42                | 24560       | 24024      |
| Boisse                  | 246               | 24560       | 24045      |
| Bouniagues              | 534               | 24560       | 24054      |
| Colombier               | 240               | 24560       | 24126      |
| Conne-de-Labarde        | 231               | 24560       | 24132      |
| Faurilles               | 43                | 24560       | 24176      |
| Faux                    | 589               | 24560       | 24177      |
| Issigeac                | 715               | 24560       | 24212      |
| Monmadalès              | 76                | 24560       | 24278      |
| Monmarvès               | 59                | 24560       | 24279      |
| Monsaguel               | 161               | 24560       | 24282      |
| Montaut                 | 118               | 24560       | 24287      |
| Plaisance               | 444               | 24560       | 24168      |
| Saint-Aubin-de-Lanquais | 304               | 24560       | 24374      |
| Saint-Cernin-de-Labarde | 197               | 24560       | 24385      |
| Sainte-Radegonde        | 57                | 24560       | 24492      |
| Saint-Léon-d'Issigeac   | 114               | 24560       | 24441      |
| Saint-Perdoux           | 136               | 24560       | 24483      |

## Démographie
| 1962  | 1968  | 1975  | 1982  | 1990  | 1999  | 2006  | 2011  | 2012  |
| ----- | ----- | ----- | ----- | ----- | ----- | ----- | ----- | ----- |
| 4 341 | 4 089 | 3 829 | 3 850 | 3 909 | 3 951 | 4 117 | 4 306 | 4 363 |